# Lee Holdsworth
Lee Holdsworth, född den 2 februari 1983 i Melbourne, Australien, är en australisk racerförare.

## Racingkarriär
Holdsworth tävlade som tonåring i Holden Commodore Cup, där han blev femma 2002 och trea 2003, innan han gick till Konica Minolta V8 Supercar-serien, vilket var en supportklass till V8 Supercar. Han slutade trettonde totalt, efter att ha vunnit en deltävling. 2005 tävlade han i Fujitsu V8 Supercar Series, där han 2005 slutade på en elfte plats. Holdsworth fick chansen på heltid i V8 Supercar 2006, och slutade på tjugonde plats för Garry Rogers Motorsport, vilket han året därpå förbättrade till en terttondeplats. 2007 tog dessutom Holdworth sin första heatseger i karriären på Oran Park. 2008 sluatde Holdworth på elfte plats i mästerskapet, och ryktades vara på väg till fabriksstallet Holden Racing Team, men Will Davison blev den nye andreföraren bakom Garth Tander, när Mark Skaife slutade. Holdsworth har kontrakt med Rogers över 2009.